# Лаховна
Лаховна (словен. Lahovna) — поселення в общині Целє, Савинський регіон, Словенія. 
Висота над рівнем моря: 283,2 м.